# Nguyễn Thùy Linh
Nguyễn Thùy Linh (sinh ngày 20 tháng 11 năm 1997) là vận động viên cầu lông Việt Nam. Cô bắt đầu sự nghiệp của mình bằng việc rời quê hương ở Phú Thọ, đào tạo tại câu lạc bộ cầu lông Hà Nội và sau đó là câu lạc bộ Đà Nẵng. Cô đại diện cho Việt Nam tại Đại hội Thể thao Đông Nam Á 2015 năm 18 tuổi. Cô đã giành được danh hiệu quốc tế đầu tiên tại Nepal International 2016, và cũng năm đó, cô lọt vào top 100 trong bảng xếp hạng thế giới đơn nữ.
Trong tháng 10, Thùy Linh lần lượt vào tứ kết giải Phần Lan Mở rộng và vòng 1/8 Đan Mạch Mở rộng. Nhờ đó, tay vợt sinh năm 1997 kiếm thêm 9.360 điểm thưởng để có tổng cộng 45.550 điểm, nhảy từ thứ 26 lên 20 trên bảng thứ bậc của Liên đoàn cầu lông thế giới (BWF). Tính từ đầu năm 2023, Thùy Linh đã thăng tiến 31 bậc, từ vị trí 51.
Thùy Linh tiếp tục là tay vợt nữ số một Việt Nam, số 6 Đông Nam Á và 17 châu Á.

## Thành tích
| Năm  | Giải đấu                 | Đối thủ                | Điểm                | Kết quả |
| ---- | ------------------------ | ---------------------- | ------------------- | ------- |
| 2016 | Bangladesh International | Vũ Thị Trang           | 18–21, 13–21        | Á quân  |
| 2016 | Nepal International      | Devi Yunita Indah Sari | 21–17, 21–16        | Vô địch |
| 2017 | Mongolia International   | Han So-yeon            | 21–18, 21–9         | Vô địch |
| 2017 | Lao International        | Benyapa Aimsaard       | 21–12, 16–21, 21–11 | Vô địch |
| 2017 | Italian International    | Line Christophersen    | 24–22, 16–21, 23–21 | Vô địch |
| 2018 | Bangladesh International | Putri Kusuma Wardani   | 21–18, 21–19        | Vô địch |
| 2019 | Hungarian International  | Neslihan Yiğit         | 16–21, 21–12, 18–21 | Á quân  |
| 2019 | Norwegian International  | Sung Shuo-yun          | 16–21, 18–21        | Á quân  |
| 2019 | Bangladesh International | Crystal Pan            | 21–8, 21–16         | Vô địch |
| 2020 | Austrian Open            | Yukino Nakai           | 13–21, 18–21        | Á quân  |